# Alexander Stubb
Alexander Stubb (n. em 1 de Abril 1968 em Helsínquia;  PRONÚNCIA FINLANDESA;  PRONÚNCIA SUECA) é um político finlandês, do Partido da Coligação Nacional. 
Foi eleito Presidente da Finlândia nas eleições de 2024 para o período de 2024-2030.

## Carreira
Em ascensão na política como investigador especializado nos assuntos da União Europeia, foi eleito para o Parlamento Europeu em 2004 como membro do Partido da Coligação Nacional. Em 2008, Stubb foi nomeado ministro dos Negócios Estrangeiros e, em 2011, candidatou-se pela primeira vez à eleição para o Parlamento finlandês, sendo eleito deputado com a segunda maior contagem de votos na eleição. Foi então nomeado Ministro dos Assuntos Europeus e do Comércio no Gabinete de Jyrki Katainen.
Quando Katainen deixou o cargo de primeiro-ministro e presidente do Partido da Coligação Nacional em 2014, Stubb foi eleito presidente do partido. Ele passou a formar uma coalizão de governo de cinco partidos, e foi oficialmente nomeado primeiro-ministro pelo presidente Sauli Niinistö em 24 de junho de 2014. Na eleição parlamentar realizada em abril de 2015, o Partido da Coalizão Nacional de Stubb perdeu seu status de maior partido, ficando em segundo lugar em participação de votos e terceiro em assentos. Após negociações de coalizão entre o Partido do Centro vencedor, o Partido Finlandês e o Partido da Coalizão Nacional, Stubb foi nomeado Ministro das Finanças em 29 de maio de 2015 pelo recém-eleito primeiro-ministro Juha Sipilä.
Em 2016, a liderança de Stubb foi desafiada dentro do partido pela deputada Elina Lepomäki e pelo ministro do Interior, Petteri Orpo. Em 11 de junho, Stubb perdeu a liderança para Orpo na conferência do partido. Renunciando ao cargo de ministro das Finanças e declinando de novos cargos ministeriais, Stubb renunciou ao cargo de deputado em 2017 para aceitar a nomeação como vice-presidente do Banco Europeu de Investimento. Após o fim do seu mandato no Banco Europeu de Investimento, em janeiro de 2020, foi escolhido diretor e professor da Escola de Governação Transnacional do Instituto Universitário Europeu.
Em agosto de 2023, Stubb anunciou sua decisão de concorrer às eleições presidenciais finlandesas de 2024. Ele terminou em primeiro lugar no primeiro turno em 28 de janeiro e venceu o segundo turno em 11 de fevereiro, obtendo 51,6% dos votos contra Pekka Haavisto. Depois de assumir o cargo, Stubb será o segundo presidente sueco-finlandês na história da Finlândia, depois do Barão C. G. E. Mannerheim.

## Visões políticas
Stubb é um defensor do aprofundamento da integração europeia. Quando era ministro dos Negócios Estrangeiros, em 2008, Stubb fez um discurso em que defendeu que a UE assumisse um papel ativo na política internacional. Ele observou que, embora a UE seja a maior economia do mundo, não é uma superpotência, mas um soft power regional. Quando se candidatou à liderança do partido em 2014, descreveu-se como um "federalista acadêmico", embora "na prática um funcionalista" em relação à UE. Stubb, por exemplo, se opõe aos eurobonds. Ele também insistiu que ele não é mais o "federalista puro" que costumava ser quando era pesquisador. Stubb manifestou o seu apoio à adesão da Turquia à UE em 2010. Ele alertou que o Brexit poderia representar um "momento Lehman Brothers" que poderia levar ao colapso da UE. Stubb defendeu desde cedo que a Finlândia deveria candidatar-se à adesão à OTAN.
Stubb é visto como um representante da ala liberal do Partido da Coalizão Nacional. Ele se caracterizou como um liberal, bem como um liberal moderado. Stubb quer trazer uma "forma mais positiva de fazer política". Ele acredita que todos devem ser apreciados e respeitados mesmo quando há divergências. Ele apoia o casamento entre pessoas do mesmo sexo, e tem sido o patrono da parada do orgulho gay de Helsinque. Ele apoia o multiculturalismo, e acredita que o aumento da imigração é necessário. Stubb acredita que a divisão política mais importante na política moderna é aquela entre os partidários (como ele) e os opositores da globalização. Stubb disse que a legalização da cannabis é o limite de seu liberalismo, pois quebraria sua carreira política.